# Račice (kraj ustecki)
Račice – gmina w Czechach, w powiecie Litomierzyce, w kraju usteckim. Według danych z dnia 1 stycznia 2013 liczyła 321 mieszkańców.
Znana z toru wioślarskiego, na którym były rozegrane m.in. mistrzostwa świata w 1993.